# ГЕС Саманалавева
ГЕС Саманалавева — гідроелектростанція у Шрі-Ланці. Знаходячись перед малою ГЕС Удавалаве (6 МВт), становить верхній ступінь каскаду на річці Валаве, яка у місті Амбалантота впадає до Індійського океану (південне узбережжя острова).
У межах проєкту річку перекрили кам'яно-накидною греблею висотою 100 метрів, довжиною 530 метрів та товщиною від 10 (по гребеню) до 400 (по основі) метрів, яка потребувала 4,5 млн м3 матеріалу. На час будівництва воду відвели за допомогою двох тунелів довжиною по 0,5 км з діаметром 6,8 метра. Гребля утримує водосховище об'ємом 278 млн м3 (корисний об'єм 218 млн м3), в якому припустиме коливання рівня в операційному режимі між позначками 424 та 460 метрів НРМ (у випадку повені останній показник незначно зростає — до 461 метра НРМ).
Зі сховища через правобережний гірський масив прокладено дериваційний тунель довжиною 5,2 км з діаметром 4,5 метра, який виходить у долину річки Катуба, правої притоки Валаве. Тут він переходить у напірний водовід довжиною 0,67 км зі спадаючим діаметром від 3,85 до 2,85 метра. Крім того, в системі працює запобіжний балансувальний резервуар висотою 94 метри, який включає верхню камеру 18 метрів та з'єднувальну шахту діаметром 6 метрів.
Наземний машинний зал обладнали двома турбінами типу Френсіс потужністю по 62 МВт, які працюють при напорі у 320 метрів. За проєктом це обладнання повинне було забезпечувати виробництво 462 млн кВт·год електроенергії на рік, проте за 1993—2005 роки фактичний середній виробіток становив лише 271 млн кВт·год.
Відпрацьована вода по відвідному каналу довжиною 0,6 км транспортується до Катуби.
Видача продукції відбувається по ЛЕП, розрахованій на роботу під напругою 132 кВ.